# Syndrome du QT court
Le syndrome du QT court est une maladie génétique se caractérisant par une anomalie sur l'électrocardiogramme se caractérisant par un intervalle QT court (temps entre le début de l'onde QRS et la fin de l'onde T). Le risque est celui de la survenue d'une fibrillation ventriculaire se manifestant par une mort subite.

SinusRhythmLabels

## Historique
Il a été décrit pour la première fois en 2000.

## Causes
Plusieurs mutations sur différents gènes sont incriminées, dont celles sur les gènes KCNH2 (intervenant dans le canal ionique HERG cardiaque et qui constitue la mutation la plus fréquente responsable du syndrome), KCNQ1, KCNJ2, CACNA1C, CACNB2 (codant un canal calcique) et CACNA2D1.

## Diagnostic
Il est fait sur l'électrocardiogramme par la mesure de l'intervalle QT, corrigé par la fréquence cardiaque (QTc).
Un QTc est court s'il est inférieur à 360 ms chez l'homme et 370 ms chez la femme, mais cette caractéristique est retrouvée dans une part non négligeable de la population générale adulte (inférieur à 5 pour mille) et ne semble pas constituer un facteur de risque de mort subite. Des critères diagnostiques plus précis ont donc été établies, prenant en compte l'électrocardiogramme, les antécédents personnels et familiaux (mort subite inexpliquée) et la génétique et permettant d'établir un score corrélé avec le risque de survenue d'accident cardiaque.
Il existe une prévalence notable de syndrome de repolarisation précoce, caractérisée par un sus-décalage du segment ST chez les patients porteur d'un syndrome du QT court, avec majoration dans ces cas, du risque d’évènement cardiaque.

## Évolution
Le risque est celui de la survenue d'une mort subite par fibrillation ventriculaire, le plus souvent au repos. La probabilité de cette complication atteint 40% à l'âge de 40 ans et est maximale entre la naissance et un an.

## Traitement

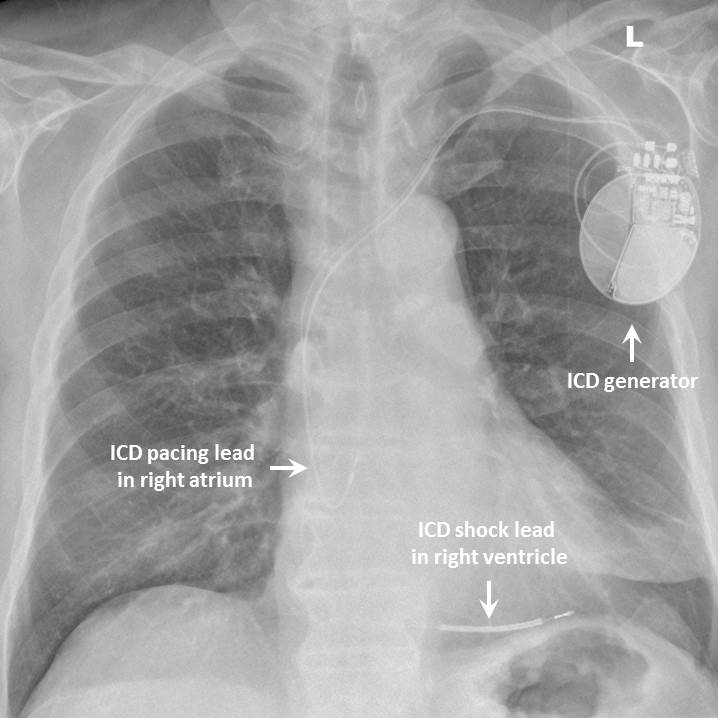
Radio d'un défibrillateur automatique implantable.

Des recommandations américaines et européennes concernant les troubles du rythme d'origine génétique ont été publiées en 2013.
La quinidine prolonge l'intervalle QT et réduit la susceptibilité ventriculaire à un trouble rythmique,, et semble efficace dans la prévention de ces derniers. Les antiarythmiques de la classe IC (dont flécaïne) ou III (amiodarone) n'ont pas prouvé d'efficacité. La pose d'une défibrillateur automatique implantable peut être discuté. Le réglage de ce dernier reste délicat devant un nombre important de chocs inappropriés, et prône aux interférences avec l'onde T, plus ample.